# Pomoc społeczna
Pomoc społeczna – jedna z instytucji polityki społecznej państwa, której głównym zadaniem jest pomoc osobom i rodzinom w radzeniu sobie w trudnych sytuacjach życiowych, jakich nie mogą one same pokonać przy wykorzystaniu swoich możliwości, uprawnień i własnych środków.

## Historia
Źródła państwowej pomocy społecznej należy szukać w ustanowionym w Anglii „prawie ubogich” w 1601 r., zgodnie z którym na parafie nałożono obowiązek pomocy osobom pozbawionym opieki ze strony rodziny. Znaczenie pomocy społecznej wzrosło w okresie rozwoju przemysłu i rodzenia się kapitalizmu. Zaowocowało to nowymi regulacjami: w Anglii (zreformowane prawo ubogich) w 1834 r., w Danii w 1849 r. (na mocy konstytucji duńskiej), a na terenach Polski w 1817 r.

## Klasyfikacja pomocy społecznej

### Ze względu na formę
- realizowana w naturze – pomoc społeczna w formie innej niż pieniężna. Ma w większym stopniu charakter pomocy celowej, mniejsze jest ryzyko jej niewłaściwego wykorzystania. Ogranicza ona jednak istotnie podmiotowość ubiegającego się o pomoc, utrudnia mu alokację środków według potrzeb.
- realizowana w środkach pieniężnych.

### Ze względu na wymiar pomocy
- pomoc stała – najczęściej przybiera postać pieniężną i rzeczową i dotyczy osób, które z różnych powodów nie są w stanie podjąć pracy i w związku z tym trzeba im trzeba im zapewnić środki do życia. Skala tej pomocy jest zróżnicowana, choć jej zasadniczą część stanowią środki przyznawane na podstawie regulacji prawnych. Liczba osób korzystających z tej formy pomocy nie jest na ogół znaczna i cechuje się stabilnością. Do tej grupy można również zaliczyć osoby, które otrzymują rentę socjalną.
- pomoc okresowa – przyznawana jest osobom czy rodzinom, które z różnych względów nie mogą zapewnić sobie wystarczających środków do życia. Pomoc ta przybiera formę zasiłków finansowych bądź rzeczowych albo jedną i drugą. Skala udzielanej w ten sposób pomocy jest zmienna, a liczba osób korzystających w przypadku Polski zależy przede wszystkim od liczebności grupy osób, które utraciły prawo dla zasiłków dla bezrobotnych.
- pomoc o charakterze doraźnym – zarówno rzeczowa, jak i pieniężna w postaci różnego rodzaju zasiłków (w tym również zasiłków celowych) – ta forma pomocy ma w największym stopniu charakter uznaniowy. Wynika to zarówno z możliwości działania organizatorów i dawców, jak i wielkiego zróżnicowania potrzeb biorców. Ta forma pomocy obejmuje też wydawanie posiłków, schronienie i ubrania.
- domy pomocy społecznej.

## Zadania pomocy społecznej
Pomoc społeczna polega w szczególności na:
- przyznawaniu i wypłacaniu przewidzianych ustawą świadczeń (np.: zasiłek celowy, zasiłek okresowy),
- pracy socjalnej,
- prowadzeniu i rozwoju niezbędnej infrastruktury socjalnej.
- analizie i ocenie zjawisk rodzących zapotrzebowanie na świadczenia z pomocy społecznej,
- realizacji zadań wynikających z rozeznanych potrzeb społecznych,
- rozwijaniu nowych form pomocy społecznej i samopomocy w ramach zidentyfikowanych potrzeb.